# Savona Foot-Ball Club 1985-1986
Questa pagina raccoglie le informazioni riguardanti il Savona Foot-Ball Club nelle competizioni ufficiali della stagione 1985-1986.

## Rosa
| N. |                   | Ruolo | Calciatore         |
| -- | ----------------- | ----- | ------------------ |
|    | Italia (bandiera) | C     | Fabio Baldi        |
|    | Italia (bandiera) | C     | Lorenzo Barlassina |
|    | Italia (bandiera) | A     | Roberto Belvedere  |
|    | Italia (bandiera) | P     | Massimo Conti      |
|    | Italia (bandiera) | P     | Roberto Conti      |
|    | Italia (bandiera) | C     | Maurizio De Luca   |
|    | Italia (bandiera) | P     | Marco Durando      |
|    | Italia (bandiera) | D     | Maurizio Gabbana   |
|    | Italia (bandiera) | C     | Vincenzo Iossa     |
|    | Italia (bandiera) | A     | Bruno Iuculano     |
|    | Italia (bandiera) |       | Lombini            |
|    | Italia (bandiera) | C     | Marco Lucini       |

| N. |                   | Ruolo | Calciatore             |
| -- | ----------------- | ----- | ---------------------- |
|    | Italia (bandiera) | C     | Stefano Martinelli     |
|    | Italia (bandiera) | A     | Adriano Monari         |
|    | Italia (bandiera) | D     | Riccardo Pampaloni     |
|    | Italia (bandiera) |       | Peluffo                |
|    | Italia (bandiera) | D     | Gianmario Piacentini   |
|    | Italia (bandiera) | A     | Alessandro Quagliaroli |
|    | Italia (bandiera) |       | Ratti                  |
|    | Italia (bandiera) |       | Russo                  |
|    | Italia (bandiera) | D     | Giovanni Schiesaro     |
|    | Italia (bandiera) |       | Sughi                  |
|    | Italia (bandiera) | D     | Stefano Vergari        |
|    | Italia (bandiera) | C     | Maurizio Vignati       |

## Risultati

### Campionato

#### Girone di andata
| 22 settembre 1985 1ª giornata | Savona | 1 – 0 | Sorso |  |

| 29 settembre 1985 2ª giornata | Civitavecchia | 1 – 1 | Savona |  |

| 6 ottobre 1985 3ª giornata | Spezia | 3 – 0 | Savona |  |

| 13 ottobre 1985 4ª giornata | Savona | 0 – 0 | Torres |  |

| 20 ottobre 1985 5ª giornata | Derthona | 0 – 0 | Savona |  |

| 27 ottobre 1985 6ª giornata | Savona | 1 – 2 | Lodigiani |  |

| 3 novembre 1985 7ª giornata | Cairese | 0 – 2 | Savona |  |

| 10 novembre 1985 8ª giornata | Savona | 0 – 3 | Pontedera |  |

| 17 novembre 1985 9ª giornata | Lucchese | 3 – 0 | Savona |  |

| 24 novembre 1985 10ª giornata | Savona | 1 – 1 | Asti TSC |  |

| 1º dicembre 1985 11ª giornata | Massese | 1 – 0 | Savona |  |

| 8 dicembre 1985 12ª giornata | Savona | 0 – 1 | Entella Bacezza |  |

| 15 dicembre 1985 13ª giornata | Montevarchi | 4 – 1 | Savona |  |

| 22 dicembre 1985 14ª giornata | Savona | 1 – 0 | Pistoiese |  |

| 5 gennaio 1986 15ª giornata | Alessandria | 3 – 0 | Savona |  |

| 12 gennaio 1986 16ª giornata | Savona | 1 – 1 | Carbonia |  |

| 19 gennaio 1986 17ª giornata | Vogherese | 1 – 0 | Savona |  |

#### Girone di ritorno
| 26 gennaio 1986 18ª giornata | Sorso | 3 – 0 | Savona |  |

| 2 febbraio 1986 19ª giornata | Savona | 2 – 1 | Civitavecchia |  |

| 9 febbraio 1986 20ª giornata | Savona | 1 – 1 | Spezia |  |

| 16 febbraio 1986 21ª giornata | Torres | 1 – 0 | Savona |  |

| 23 febbraio 1986 22ª giornata | Savona | 1 – 1 | Derthona |  |

| 2 marzo 1986 23ª giornata | Lodigiani | 2 – 0 | Savona |  |

| 9 marzo 1986 24ª giornata | Savona | 0 – 0 | Cairese |  |

| 23 marzo 1986 25ª giornata | Pontedera | 2 – 0 | Savona |  |

| 29 marzo 1986 26ª giornata | Savona | 0 – 0 | Lucchese |  |

| 6 aprile 1986 27ª giornata | Asti TSC | 0 – 0 | Savona |  |

| 13 aprile 1986 28ª giornata | Savona | 0 – 0 | Massese |  |

| 20 aprile 1986 29ª giornata | Entella Bacezza | 1 – 0 | Savona |  |

| 4 maggio 1986 30ª giornata | Savona | 1 – 1 | Montevarchi |  |

| 11 maggio 1986 31ª giornata | Pistoiese | 2 – 0 | Savona |  |

| 18 maggio 1986 32ª giornata | Savona | 1 – 2 | Alessandria |  |

| 25 maggio 1986 33ª giornata | Carbonia | 2 – 0 | Savona |  |

| 1º giugno 1986 34ª giornata | Savona | 1 – 1 | Vogherese |  |